# 尼泊尔共产党（马列毛）
尼泊尔共产党（马列毛）（英語：Communist Party of Nepal (Marxist–Leninist–Maoist)）是尼泊尔的一个已不存在的共产主义政党。1981年，克里希纳·达斯·什雷斯塔建立该党，并出任党主席。最初，该党取名为尼泊尔马列主义党。

## 历史
1990年，尼泊尔共产党（马列毛）参加反对君主制的起义及其后形成的“人民运动”。
1991年，建立党组织。
1992年4月6日，联合其他党派罢工，在首都罢工期间，根据人权非政府组织统计，14人死于警察射击。
1992年，尼泊尔大选前，尼泊尔工人农民政党、尼泊尔共产党 (1949年9月15日)和尼泊尔共产党联盟等党派联合。
1996年，它谴责了印度和尼泊尔之间河流水资源条约。
1999年，尼泊尔议会选举，它推荐了三个候选人。后来，它加入左翼阵线，要求以制宪会议解决政治危机。
2005年11月15日，该党与尼泊尔萨米亚巴迪党（马列毛）合并为尼泊尔共产党（马列毛主义中心）。